# Nomenclature of Inorganic Chemistry
Il Nomenclature of Inorganic Chemistry, comunemente chiamato Red Book, è un libro contenente una serie di raccomandazioni sulla nomenclatura in chimica inorganica pubblicato dalla IUPAC a intervalli regolari. L'ultima edizione completa è stata pubblicata nel 2005 in versione sia cartacea che elettronica.
Edizioni precedenti:
- 2000 (pubblicato da RSC Publishing, ISBN 0-85404-487-6)
- 1990 (pubblicato da Blackwell, ISBN 0-632-02494-1)
- 1970 (pubblicato da Butterworth, ISBN 0-408-70168-4)
- 1957
- 1940